# Chionomys roberti
Chionomys roberti é uma espécie de roedor da família Cricetidae. Seu nome comum é ratazana da neve de Robert (tradução do inglês), ou ratazana da neve turca (tradução do alemão).
Pode ser encontrada na Geórgia, Rússia, Azerbaijão e Turquia.

## Descrição
Assemelha-se às outras espécies de Chionomys na aparência externa e morfologia craniodental, mas é substancialmente maior, tem pêlo mais curto e menos macio, tem cauda relativamente longa (57 - 80% do comprimento cabeça-corpo) e tem pelagem escura. 
O lado dorsal é marrom escuro e o ventre é cinza fumê. A cauda é marrom-escura acima e cinza abaixo. Os juvenis são mais escuros, com barriga cor de ardósia, patas traseiras cinza e cauda quase uniformemente escura.

## Habitat
Os seus habitats naturais são florestas temperadas e campos de gramíneas de clima temperado.
Vive ao longo de riachos e rios de montanha, geralmente áreas rochosas com musgo e arbustos. A espécie aparenta ser semi-arborícola e, embora habite nas proximidades de riachos, não parece ter adaptações aquáticas. Embora a espécie tenha sido encontrada fora da floresta, ela normalmente é encontrada em áreas florestais.